# Октомбери (Кедский муниципалитет)
Октомбери (груз. ოქტომბერი) — село в Кедском муниципалитете Грузии.

## География
Село находится на северном склоне Шавшетского хребта, на левом берегу реки Мериси, на расстоянии в 4 километрах от посёлка городского типа Кеда, административного центра муниципалитета. Абсолютная высота — 560 метров над уровнем моря.

## Население
По данным переписи населения 2014 года, в селе проживает 247 человек.
| Год  | Население | Мужчины | Женщины |
| ---- | --------- | ------- | ------- |
| 2002 | 311       | 150     | 161     |
| 2014 | ↘247      | 126     | 121     |